# クネヒト・ループレヒト

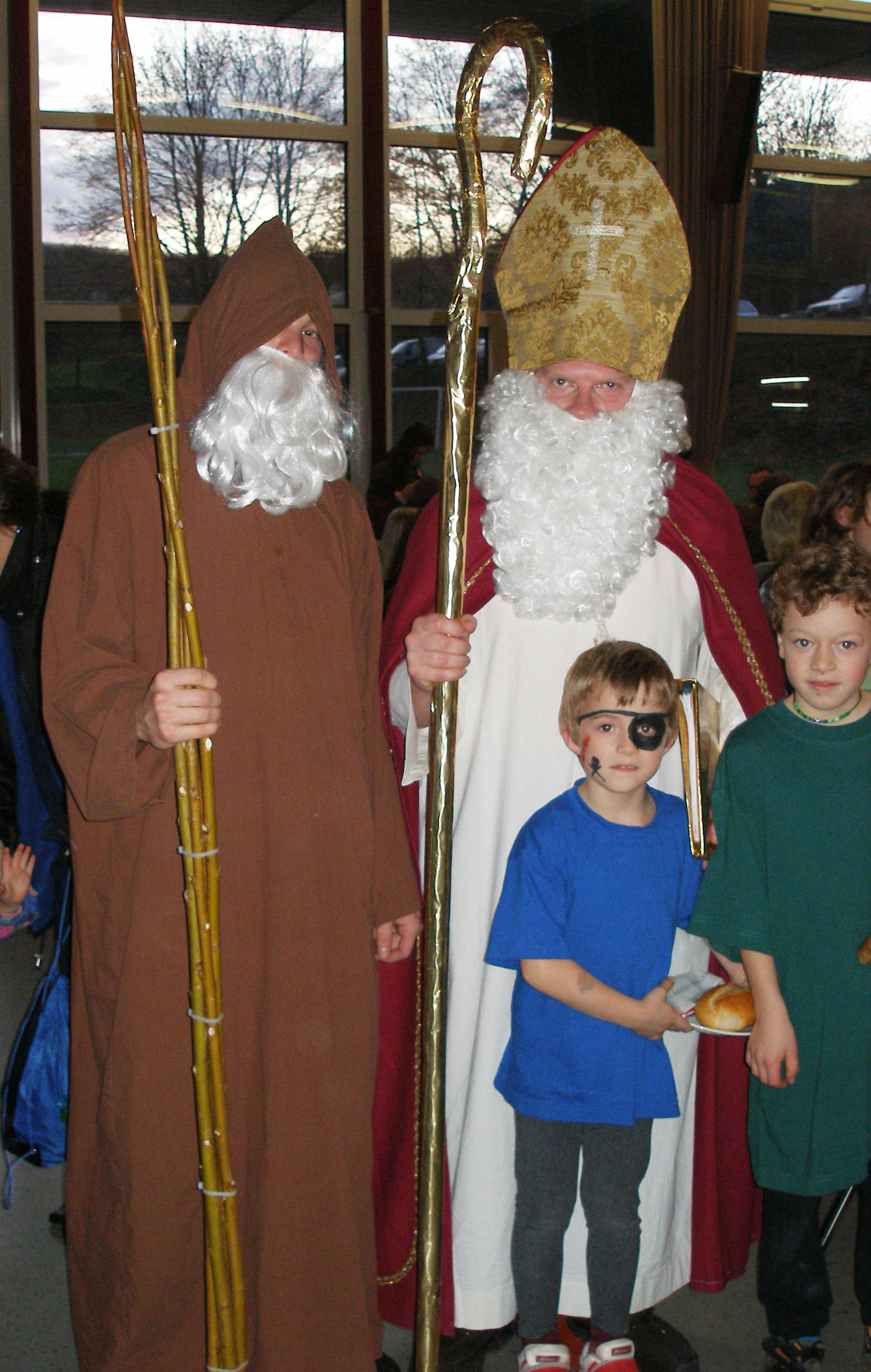
クネヒト・ループレヒト（左）と聖ニコラウス

クネヒト・ループレヒト（独: Knecht Ruprecht）は、ドイツの伝統的な風習における、聖ニコラウスの同伴者。聖ニコラウスの日（12月6日）に聖ニコラウスとともに現れ、悪い子供を懲らしめる。よい子にご褒美を与える聖ニコラウスがサンタクロースの原型であることから、これと対比して「黒いサンタクロース」などとも呼ばれる。

## 概要
クネヒトは「作男」「召使い」「従者」「しもべ」などの意、ループレヒトは男性名。
伝統的なクネヒト・ループレヒトの姿は、長い髭をもち、毛皮を着ているか藁で身を覆ったものである。長い棒や灰の袋を持って現れることもあり、服には鈴がついている。時には、白馬にまたがった姿で考えられることもある。また、妖精として描かれたり、顔を黒塗りにして老婆の服を着た男として表現されることがある。
クネヒト・ループレヒトの伝統的な振る舞いは、子供たちにお祈りができるかを尋ね、「できる」と答えた「よい子」に対してはリンゴや木の実、ジンジャーブレッドなどをご褒美として与えるが、「できない」と答えた「悪い子」は灰袋で叩くというものである。
クネヒト・ループレヒトをめぐる民俗行事や伝承にはこの他にも多くの要素が伝えられる（おそらくは近代以降に付け加えられたものである）。信心深い「よい子」には聖ニコラウスが甘いお菓子をプレゼントするのに対して、いたずらばかりする「悪い子」にはクネヒト・ループレヒトがうれしくないプレゼント（石炭の塊や棒や石など）を置いていく。また、ドイツの伝統では、「悪い子」の靴にはキャンディや果物や木の実の代わりに小枝（親が「悪い子を」鞭打つためのもの）が入れられていることがあり、これはクネヒト・ループレヒトのしわざとされている。

## バリエーションと起源

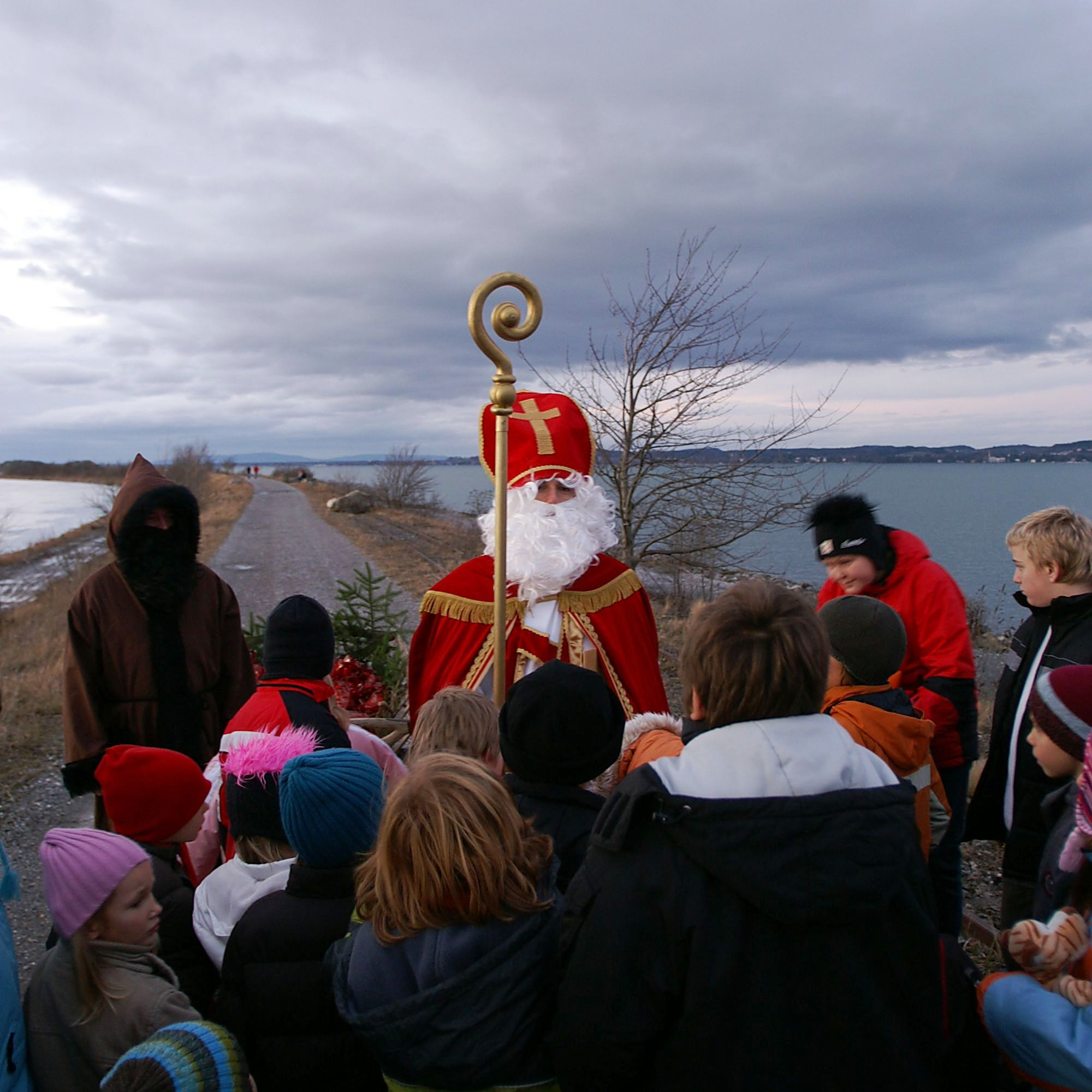
聖ニコラウスの傍らにクネヒト・ループレヒトが控えている

ヨーロッパの各地には、「悪い子」を懲らしめる聖ニコラウスの同行者 (Companions of Saint Nicholas) が伝えられており、アルプス周辺のクランプス、北西ドイツのBelsnickel、オランダやベルギーのズワルテ・ピート (Zwarte Piet) 、フランスのLe Père Fouettardなど、いくつかのバリエーションがある。クネヒト・ループレヒトもそうした「聖ニコラウスの同行者」の一種である。
ドイツ各地でクネヒト・ループレヒトに相当する存在は、ハンス・ループレヒト（Hans Ruprecht）やルンプクネヒト（Rumpknecht）など、さまざまな名で呼ばれる。ルンプクネヒトは、ドイツにおいて悪魔を呼ぶ名でもある。ドイツ北東部のミッテルマルク (Mittelmark) では、De hêle Christ（聖なるキリスト）の名で知られ、メクレンベルク (Mecklenburg) では Rû Clås （乱暴なニコラウス）と呼ばれる。アルトマルク (Altmark) や東フリースラント (East Frisia) では Bûr、Bullerclås として知られる。
グリム兄弟は、イギリスの妖精ロビン・フェロー（パック）について「われわれがドイツでクネヒト・ループレヒトと呼び、クリスマスに子供の前に現れる存在と同じである」と記している。クネヒト・ループレヒトが最初に文献資料に現れるのは17世紀であり、ニュルンベルクのクリスマス行列の図に描かれている。
19世紀末から20世紀初頭のドイツの哲学者アレグザンダー・ティレ (Alexander Tille) によれば、「クネヒト・ループレヒト」はもともと召使の典型として描かれたもので、「ユンカー・ハンス」（Junker Hanns）や「農民ミヒェル」（Bauer Michel）と同様に社会階級ごとの典型的人格をもとに造型されたものであるという。ティレは、クネヒト・ループレヒトはもともとクリスマス行事とは無関係であったとする。
クネヒト・ループレヒトは一般に、聖ニコラウスの従者・助手として認識されており、しばしばザルツブルクの聖ルペルト (Rupert of Salzburg) と関連付けられる。